# Ам Волбах-Квадра (Болцано)
Ам Волбах-Квадра је насеље у Италији у округу Болцано, региону Трентино-Јужни Тирол.
Према процени из 2011. у насељу је живело 419 становника. Насеље се налази на надморској висини од 1120 м.